# Tereza Stöckelová
Tereza Stöckelová (* 1977) je česká socioložka a aktivistka, od léta 2010 mluvčí občanské iniciativy ProAlt.

## Životopis
V roce 2001 zakončila studium sociologii na Fakultě sociálních věd UK v Praze prací „Příroda jako kolektivní experiment: případ managementu kůrovce v Národním parku Šumava“. V roce 2008 dokončila doktorské studium prací „Biotechnologizace: Legitimita, materialita a možnosti odporu“.
Od února 2009 je členkou České komise pro nakládání s geneticky modifikovanými organismy a genetickými produkty při ministerstvu životního prostředí.
Své publicistické texty publikuje např. v časopisech Vesmír  nebo A2. Je autorkou knihy Akademické poznávání, vykazování a podnikání - Etnografie měnící se české vědy (SLON, 2009, ISBN 978-80-7419-003-2).
V roce 2013 řádně prošla habilitačním řízením na Univerzitě Karlově a užívá akademický titul docentka.
Dlouhodobě pracuje v Sociologickém ústavu Akademie věd ČR a věnuje se sociologii vědy, technologií a medicíny. Tematicky se zaměřuje na soudobé proměny v praxi výzkumu a vzdělávání, pohyb znalostí mezi vědou a společností, sociologii medicíny a otázky politické ekologie.